# Körpergedächtnis
Das Körpergedächtnis ist die Summe der durch Wahrnehmung, Beziehungen sowie soziale und kulturelle Einflüsse entstandenen Erfahrungen des Körpers. Dabei werden über Sinnesorgane aufgenommenen Eindrücke im Verbund mit Emotionen und Bewegungsmustern als implizite Gedächtnisinhalte abgespeichert. In den Kulturwissenschaften wird das Körpergedächtnis als Gegenstück zu bewußtseinsgebundenen Gedächtnisinhalten angesehen.
Anstelle von Körpergedächtnis werden gelegentlich die Bezeichnungen Leibgedächtnis und kinästhetisches Gedächtnis verwendet. Im sportlichen Bereich ist häufig von muscle memory oder muscular memory die Rede. Im therapeutischen Bereich sowie in der Anthropologie gibt es ein verwandtes Konzept namens Embodiment.

## Begriffsgeschichte
Als Vorläufer des Konzeptes eine Körpergedächtnisses werden nachfolgende Darstellungen von Friedrich Nietzsche in seiner Streitschrift Zur Genealogie der Moral aus dem Jahre 1887 angesehen.

„Wie macht man dem Menschen-Thiere ein Gedächtniss? Wie prägt man diesem theils stumpfen, theils faseligen Augenblicks-Verstande, dieser leibhaften Vergesslichkeit Etwas so ein, dass es gegenwärtig bleibt? … Dies uralte Problem ist, wie man denken kann, nicht gerade mit zarten Antworten und Mitteln gelöst worden; vielleicht ist sogar nichts furchtbarer und unheimlicher an der ganzen Vorgeschichte des Menschen, als seine M n e m o t e c h n i k. „Man brennt Etwas ein, damit es im Gedächtniss bleibt: nur was nicht aufhört, w e h  z u  t h u n, bleibt im Gedächtniss“ — das ist ein Hauptsatz aus der allerältesten (leider auch allerlängsten) Psychologie auf Erden. Man möchte selbst sagen, dass es überall, wo es jetzt noch auf Erden Feierlichkeit, Ernst, Geheimniss, düstere Farben im Leben von Mensch und Volk giebt, Etwas von der Schrecklichkeit nachwirkt, mit der ehemals überall auf Erden versprochen, verpfändet, gelobt worden ist: die Vergangenheit, die längste tiefste härteste Vergangenheit, haucht uns an und quillt in uns herauf, wenn wir „ernst“ werden. Es gieng niemals ohne Blut, Martern, Opfer ab, wenn der Mensch es nöthig hielt, sich ein Gedächtniss zu machen; die schauerlichsten Opfer und Pfänder (wohin die Erstlingsopfer gehören), die widerlichsten Verstümmelungen (zum Beispiel die Castrationen), die grausamsten Ritualformen aller religiösen Culte (und alle Religionen sind auf dem untersten Grunde Systeme von Grausamkeiten) — alles Das hat in jenem Instinkte seinen Ursprung, welcher im Schmerz das mächtigste Hülfsmittel der Mnemonik errieth.“

Nietzsches Ausführungen zu körperlichen Verletzungen und Schmerzen stehen in diesem Kontext als Metaphern für starke Emotionen wie Lust und Unlust, die mit Gedächtnisinhalten verbunden sind.
Nietzsches Vorstellung eines Körpergedächtnisses als Affektgedächtnis hat Sigmund Freud neu formuliert, als er 1894 im Kontext der von ihm postulierten Abwehrhysterie über sogenannte „Gedächtnisspuren“ schreibt, welche durch quantifizierbare Affekte ausgelöst werden und sich „etwa wie eine elektrische Ladung über den Körper“ verbreiten. In seinen späteren Werken entwickelt er diesen Gedanken weiter und gelangte zu der Ansicht, „daß alle Erregungsvorgänge in den anderen Systemen Dauerspuren als Grundlage des Gedächtnisses in diesen hinterlassen, Erinnerungsreste also, die nichts mit dem Bewußtwerden zu tun haben. Sie sind oft am stärksten und haltbarsten, wenn der sie zurücklassende Vorgang niemals zum Bewußstein gekommen ist.“
Parallel dazu wurde ab den 1920er Jahren die Bezeichnung Körpergedächtnis vereinzelt in Publikationen verwendet. Die damalige Verwendung entsprach inhaltlich bereits im Wesentlichen der heutigen Bedeutung. Seit den 1980er Jahren wird der Begriff Körpergedächtnis zunehmend häufig in verschiedenster Form verwendet. Gemeinsam ist den meisten der verschiedenen Definitionen und Bedeutungszuschreibungen der Versuch, den Dualismus von Körper und Geist oder auch Leib und Seele zu überwinden durch die Vorstellung eines Verbundes aus körperlichen und emotionalen Eindrücken im Körpergedächtnis.

## Neurowissenschaften
In den Neurowissenschaften wird das Körpergedächtnis hauptsächlich im Zusammenhang mit der Speicherung von Bewegungsabläufen betrachtet. Analog zum Aufbau einer Gedächtnisstruktur zur Orientierung in der Umwelt konstruiert der menschliche Körper aus interozeptiven und haptischen Sinneswahrnehmungen ein dreidimensional angelegtes Gedächtnis von Wahrnehmungen, das durch Integration und Speicherung dieser Körperwahrnehmungen als Körpergedächtnis im Sinne eines kinästhetischen Gedächtnisses aufgebaut wird. Früh gelernte Bewegungsabläufe wie Fahrradfahren, Schwimmen und Klavierspielen werden so ein Leben lang gespeichert. Tänzer und Sportler memorieren auf diese Art zahlreiche komplizierte Bewegungsfolgen. Erfahrungen aus dem kinästetischen Gedächtnis können oftmals unbewusst, alleine durch den Kontext der Situation – bei Tänzern vor allem durch Musik – reaktiviert werden.

## Traumatherapie
In der körperorientierten Traumatherapie wird das Körpergedächtnis als Speicherort für traumatische Erlebnisse angesehen. Ziel der Therapie ist, traumatische Erlebnisse auf der körperlichen Ebene anzusprechen und von dort aus eine Heilung anzuregen. Dabei sollen auch solche Erinnerungen erreicht werden, welche dem Bewusstsein nicht zugänglich sind. So sollen beispielsweise die bei manchen Patienten auftretende Störungen des Körperbildes und/oder des Körperschemas durch neue Körpererinnerungen – analog zu Freud auch als neue Spuren bezeichnet – angesprochen und umgewandelt werden.
In diesem Kontext wird gelegentlich behauptet, das Körpergedächtnis würde vorwiegend „in Nervenbahnen, Muskelstrukturen, Gelenken und Organen abgespeichert“ und könnten „von dort aus reaktiviert werden (somatisches Gedächtnis)“, während es vom Gehirn nur „verwaltet“ werden würde. Diese Annahme deckt sich nicht mit wissenschaftlichen Erkenntnissen, welche die Auswirkungen traumatischer Erfahrungen im Gehirn selber verorten und Veränderungen am Erbgut auf dessen Funktionsebene nachweisen.

## Kulturwissenschaften
In den Kulturwissenschaften wird das Körpergedächtnis als aufzeichnendes, erinnerndes, darstellendes Agens und gleichermaßen als „physischer und psychischer Ausdruck seiner selbst“ – als „Gedächtniskörper“ – angesehen. Vereinfacht gesagt beinhaltet das Körpergedächtnis Erinnerungen, die an konkrete Elemente des menschlichen Körpers gebunden sind, im Unterschied zu einer rein geistigen Verankerung von Gedächtnisinhalten.
Seit der kulturwissenschaftlichen Öffnung der Geisteswissenschaften in den 1980er Jahren und mit einer anthropologisch ausgerichteten Kulturwissenschaft sind historische und kulturelle Muster der Körperwahrnehmung, Körperdarstellung und deren Bedeutung in verschiedenen künstlerischen Kontexten vermehrt in den Vordergrund gerückt worden. Die sogenannte „Wiederkehr des Körpers“ wird als Gegenbewegung zu Distanzierungs- und Technisierungstendenzen der modernen Mediengesellschaft gewertet. So betrachtet wird der Körper zu einem Zeichen-Träger kultureller Erinnerung, als „Gegenstand und Gedächtnis historischer Einschreibungen“.
Damit waren Ansätze für eine geisteswissenschaftliche Beschreibung des Körpergedächtnisses formuliert, die in die Debatten um das kulturelle Gedächtnis Eingang fanden. Das Körpergedächtnis wird seither als ein kulturelles und kognitives Speichermedien betrachtet, analog zu Wachstafel, Tempel, Bibliothek, Buch, Palimpsest, Spur, Schrift, Wunderblock usw. Beiträge unterschiedlicher Fachrichtungen (Theaterwissenschaft, Kunstgeschichte, Literaturwissenschaften) beschreiben den Körper als Medium der Speicherung und Transformation kultureller Zeichen. Aus anthropologischer Perspektive wird auf den Zusammenhang von Schmerz und Gedächtnis am Beispiel von Initiationsriten und Narbenschrift verwiesen. Neurowissenschaftliche Studien belegen den Einfluss von Beziehungserfahrungen auf biologische Abläufe des Körpers bis hin zu Veränderungen der Genfunktion.
Der Körper kann basierend darauf als ein Archiv gedacht werden, in dem Spuren individueller oder kollektiver Erinnerung eingraviert werden. So prägen die gemachten Erfahrungen den Körper, während das daraus entstandene Körpergedächtnis gleichzeitig zukünftige Erfahrungen mitbestimmt.